# D-arabinono-1,4-lattone ossidasi
La D-arabinono-1,4-lattone ossidasi è un enzima appartenente alla classe delle ossidoreduttasi, che catalizza la seguente reazione:
D-arabinono-1,4-lattone + O2 ⇄ D-eritro-ascorbato + H2O2
L'enzima è una flavoproteina (contenente FAD).